# BMD-2
Le BMD-2 est un véhicule de combat d'infanterie soviétique aéroportable et largable introduit en 1985 en remplacement du BMD-1, qu'il n'a pourtant pas entièrement remplacé à cause de l'effondrement de l'URSS en 1989. Il est en service au sein des troupes aéroportées de la fédération de Russie. Sa principale caractéristique est de pouvoir être parachuté par largage aérien.

## Développement
Avec l'expérience de la guerre en Afghanistan, les BMD-1 se sont retrouvés dépassés, c'est pourquoi la conception et la construction d'un nouveau BMD ont été commandées à A.V. Shabalin successeur de I. V. Gavalov après sa démission en 1971.
La conception s'effectue en 1983 et consiste principalement en une adaptation de la nouvelle tourelle sur le châssis du BMD-1. Pour ce faire, la tourelle ne sera plus servie que par un servant au lieu de deux sur le BMP-2. Le remplacement du canon de 73mm 2A28 par le canon de de calibre 30mm 2A42 est aussi inclus avec la nouvelle tourelle.
À l'instar du BMD-1P, le BMD-2 possède le lanceur pour les missiles 9K111 Fagot ou 9M113 Konkurs.
Après des tests concluants, la production de masse du BMD-2 commence en 1985, et il entre en service la même année.

## Description

### Armement

#### Armement principal
Le BMD-2 possède un canon de calibre 30 mm 2A28 pouvant s'élever jusqu'à 65°. Ce canon a une capacité de 300 coups dont 180 obus pénétrants et 120 obus explosifs.

#### Armement secondaire

##### Missiles
Le BMD-2 possède un lanceur pour les missiles 9K111 Fagot ou 9M113 Konkurs.

##### Mitrailleuses
Le BMD-2 se voit aussi équipé d'une mitrailleuse coaxiale ainsi que deux mitrailleuses de caisse PKT de calibre 7,62 mm.

### Blindage
Le blindage du BMD-2 est censé résister de face aux munitions de calibre 12,7mm américaines sur la caisse. La tourelle doit résister aux obus de calibre 23 mm soviétiques.

### Mobilité
Le BMD-2 est équipé du moteur 5D20 développant 240 ch. Le BMD-2 peut atteindre une vitesse de 60 km/h sur autoroute avec une autonomie de 500 km.

### Équipement

#### Radio
Le BMD-2 possède une radio R-173.
Le BMD-2K se voit ajouter l'unité de charge AB-0.5-P/30 et une radio R-173 supplémentaire.

#### Optiques
Le BMD-2 est équipé du combiné jour BPK-2-42-01, et d'un viseur pour la nuit PZU-8.

## Variantes

### BMD-2K
Le BMD-2K est une variante destinée aux commandants de compagnies et de régiments et pour ce faire le véhicule est équipé d'une radio et d'une antenne supplémentaire ce qui réduit le nombre de fantassins embarqués.

### BMD-2M
Modernisation du BMD-2 avec lanceurs de fumigènes et lance-missiles 9M133 "Kornet" aménagement de vision et visées diurne et nocturne,. Une nouvelle tourelle biplace est installée sur le véhicule ainsi qu'un lance-grenades automatique AGS-17.

## Opérateurs actuels

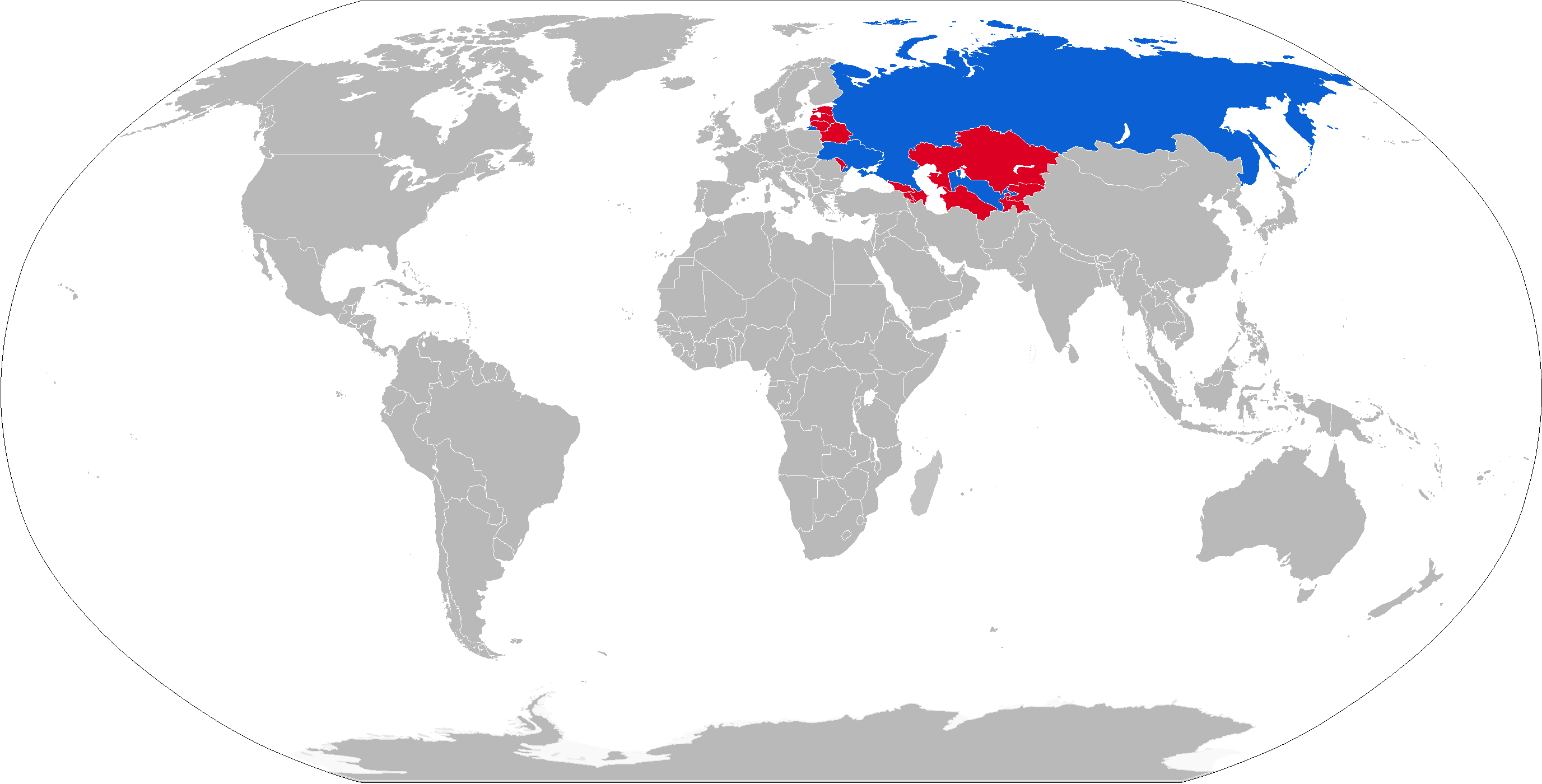
Opérateurs actuels du BMD-2 en bleu et anciens opérateurs en rouge.

- Russie – Environ 849 en service actif et plus de 1,500 en stock en 2013[6]. En 2022 le nombre est passé à 1000 en service et un nombre inconnu en stock[7].
- Ukraine – 63 en 1995 et 78 en 2000 et 2005[8]. En 2022[9]:
  - Armée de terre - 15 en service
  - Troupes aéroportées - 45 en service
- Ouzbékistan – 9 en 2022[10].